# 阿氏鈍頭鮠
阿氏鈍頭鮠，為輻鰭魚綱鯰形目鈍頭鮠科的其中一種，為熱帶淡水魚類，分布於亞洲印度布拉馬普特拉河流域，棲息在底層水域，生活習性不明。